# Fort São Jorge da Mina

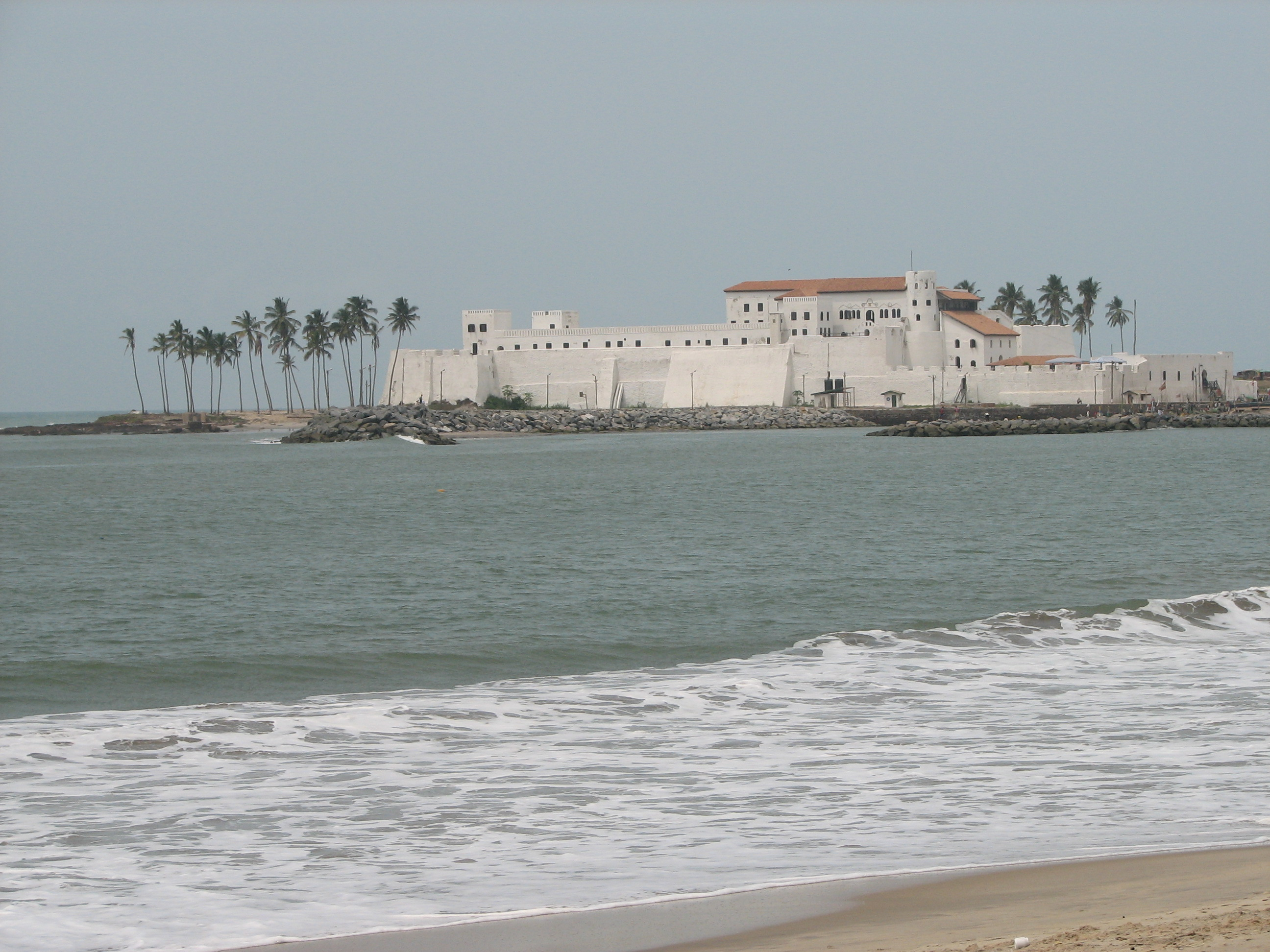
Elmina Castle

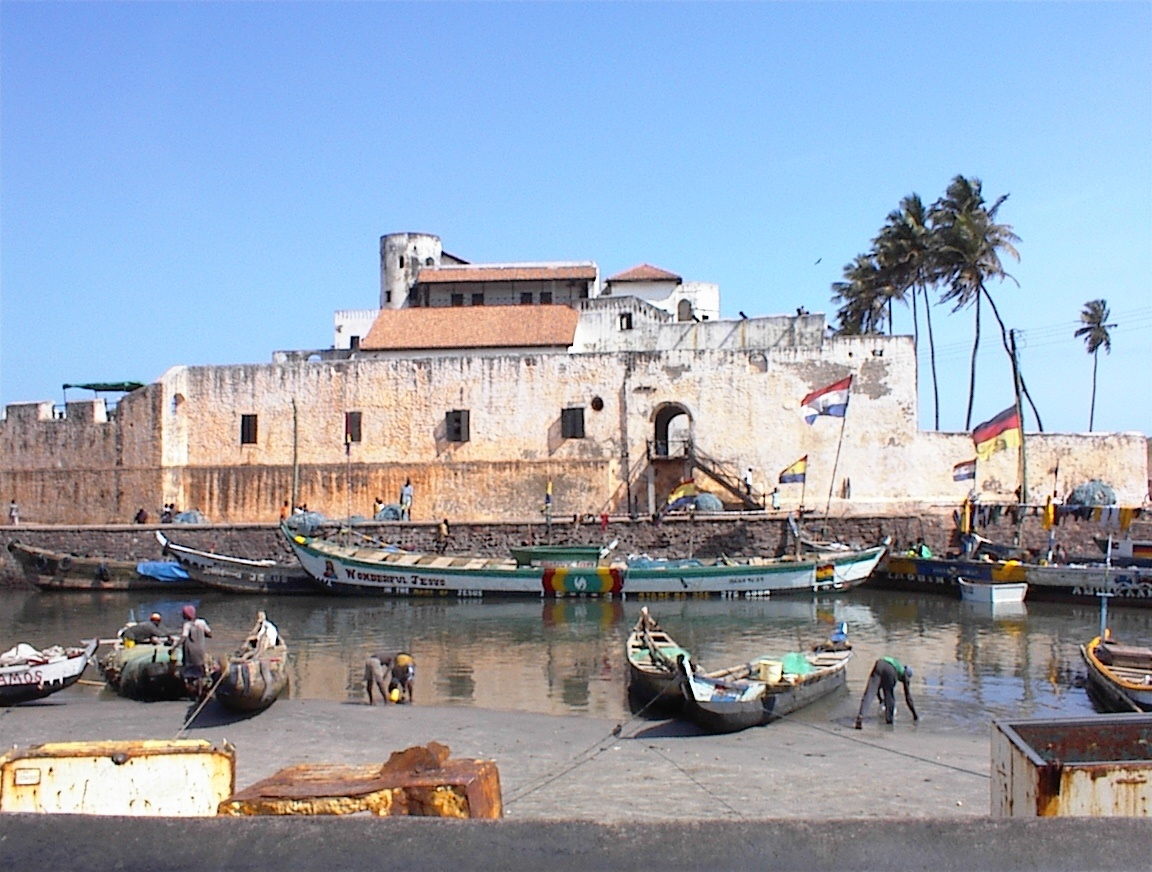
Fort São Jorge da Mina in Elmina

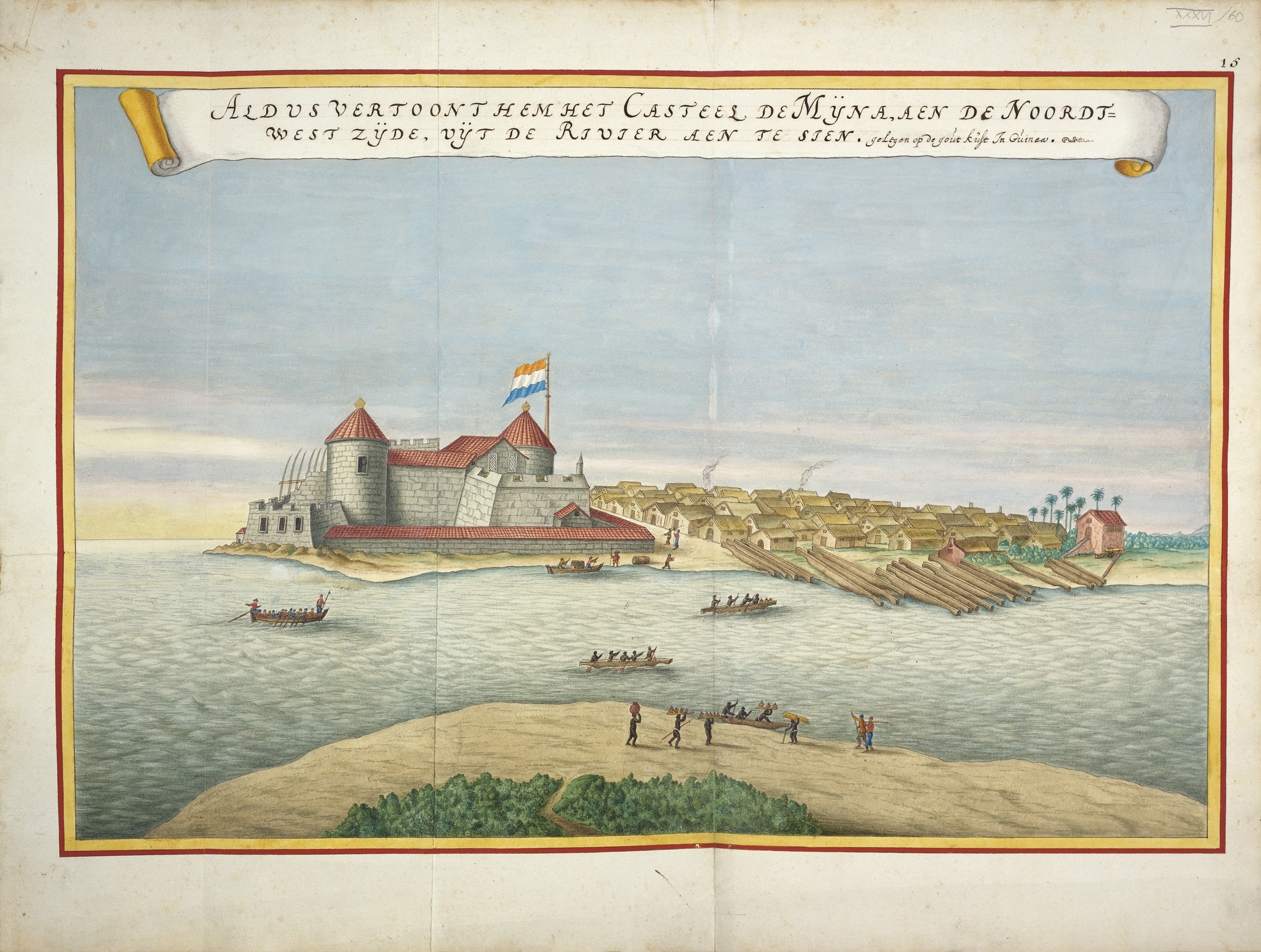
Ansicht Elminas aus dem 17. Jahrhundert

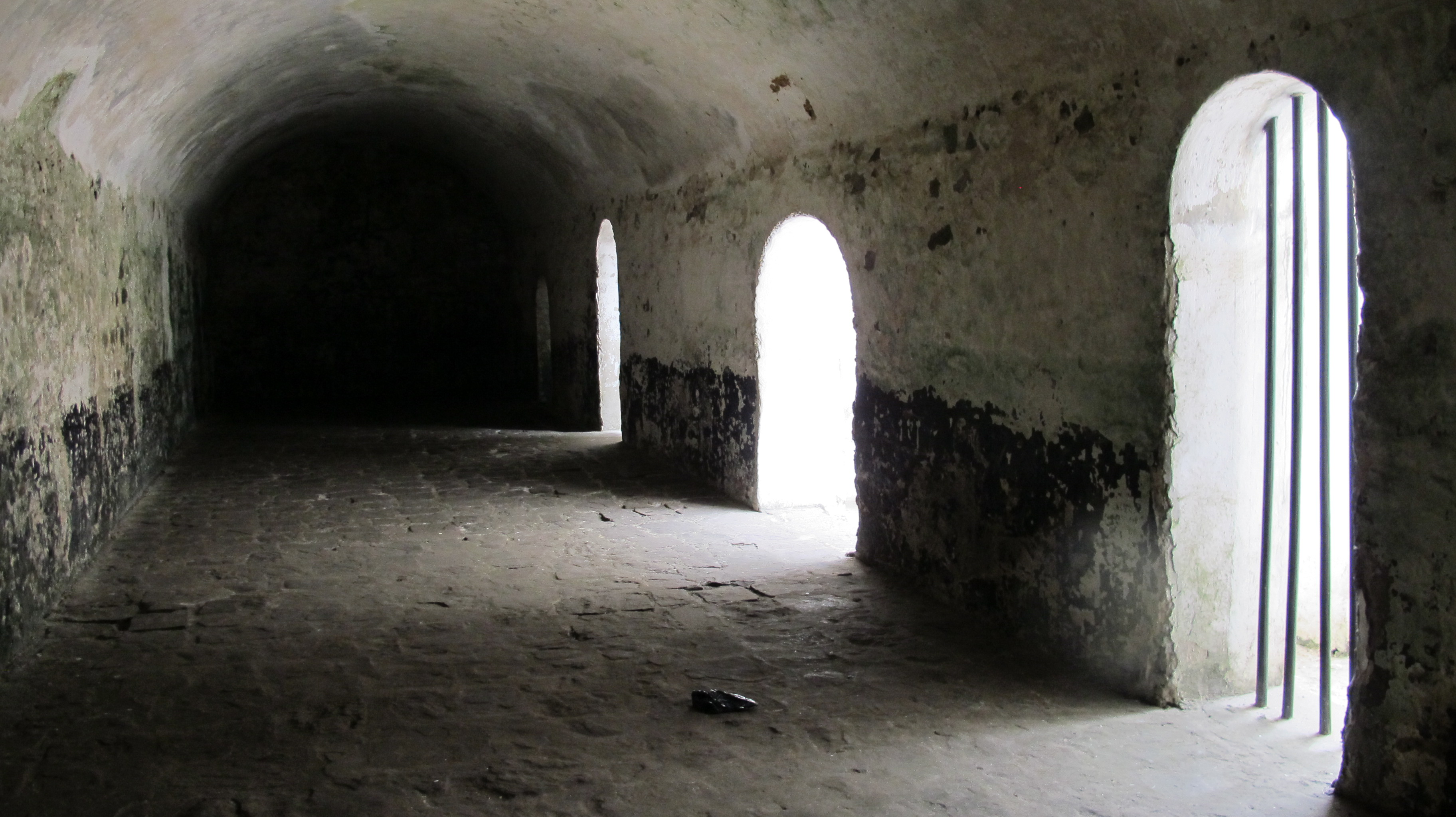
Sklavenkeller

Das Fort São Jorge da Mina (heute St. George’s Castle oder auch Elmina Castle genannt) wurde 1482 von den Portugiesen an der Goldküste, dem heutigen Ghana, in dem von den Portugiesen Elmina genannten Ort errichtet. São Jorge da Mina war damit die erste portugiesische und europäische Festung im Afrika südlich der Sahara. Die historische Bedeutung des Forts besteht darin, dass es von 1482 bis zur Eroberung durch die Niederländer 1637 das Hauptquartier der Portugiesen in Westafrika und anschließend das Hauptquartier der Niederländer in Westafrika war. Das Fort spielte als niederländische Besitzung zudem eine entscheidende Rolle beim Aufstieg des mit den Niederländern verbündeten Reichs der Aschanti. Ab 1872 bis zur Unabhängigkeit Ghanas war das Fort britisch.

## Das portugiesische Castelo São Jorge da Mina
Der Grundstein für die Festung wurde am 21. Januar 1482 von dem portugiesischen Seefahrer Diogo de Azambuja gelegt, der im Auftrag des portugiesischen Königs Johann II. als Befehlshaber einer Flotte von neun Schiffen, etwa 600 Seeleuten und Soldaten sowie ca. 100 Handwerkern und Bediensteten das heutige Elmina erreichte. Hier schloss er ein Abkommen mit einem einheimischen Herrscher, den die portugiesischen Quellen Caramansa nennen. Zu seinen Offizieren gehörte auch der später berühmte Bartolomeu Diaz. Diogo de Azambuja war in den folgenden zwei Jahren auch der erste portugiesische Gouverneur, capitão-mor, von Elmina. Auch nach der Gründung weiterer Stützpunkte in Westafrika durch die Portugiesen blieb São Jorge da Mina ihr wichtigster Handels-, Versorgungs- und Militärstützpunkt in dieser Region. Hier tauschten sie Elfenbein, Gold, Pfeffer, Zucker und später zunehmend Sklaven ein. Der Posten des Gouverneurs von São Jorge da Mina wurde im 16. Jahrhundert als eine der wichtigsten Positionen im portugiesischen Imperium angesehen, obwohl die Besatzung nicht sehr groß war: Die Garnison der Festung bestand in dieser Zeit aus dem Gouverneur mit zehn europäischen Untergebenen, einem Verwalter mit vier ihm unterstellten Männern, zwei Schreibern, einem Apotheker, einem Arzt, einem Schmied, einem Böttcher (Fassbinder), einem Proviantmeister, einem Steinmetz, einem Zimmermann, mehreren Priestern und etwa 20–60 Soldaten. 1486 erhielt São Jorge da Mina das Stadtrecht und eine Mauer wurde um das afrikanische Dorf gezogen, das die Portugiesen Aldeia das Duas Partes nannten. Um 1500 begann die Bekehrung von Einheimischen zum Katholizismus und 1503 wurde auf einem Hügel außerhalb des Forts eine Kapelle errichtet. Die Intensität des portugiesischen Einflusses ersieht man auch daran, dass sich hier im Verkehr mit den Afrikanern bald eine portugiesisch basierte Kreolsprache entwickelte, die bis ins 18. Jahrhundert hinein lebendig blieb.

## Eroberung durch die Niederländer

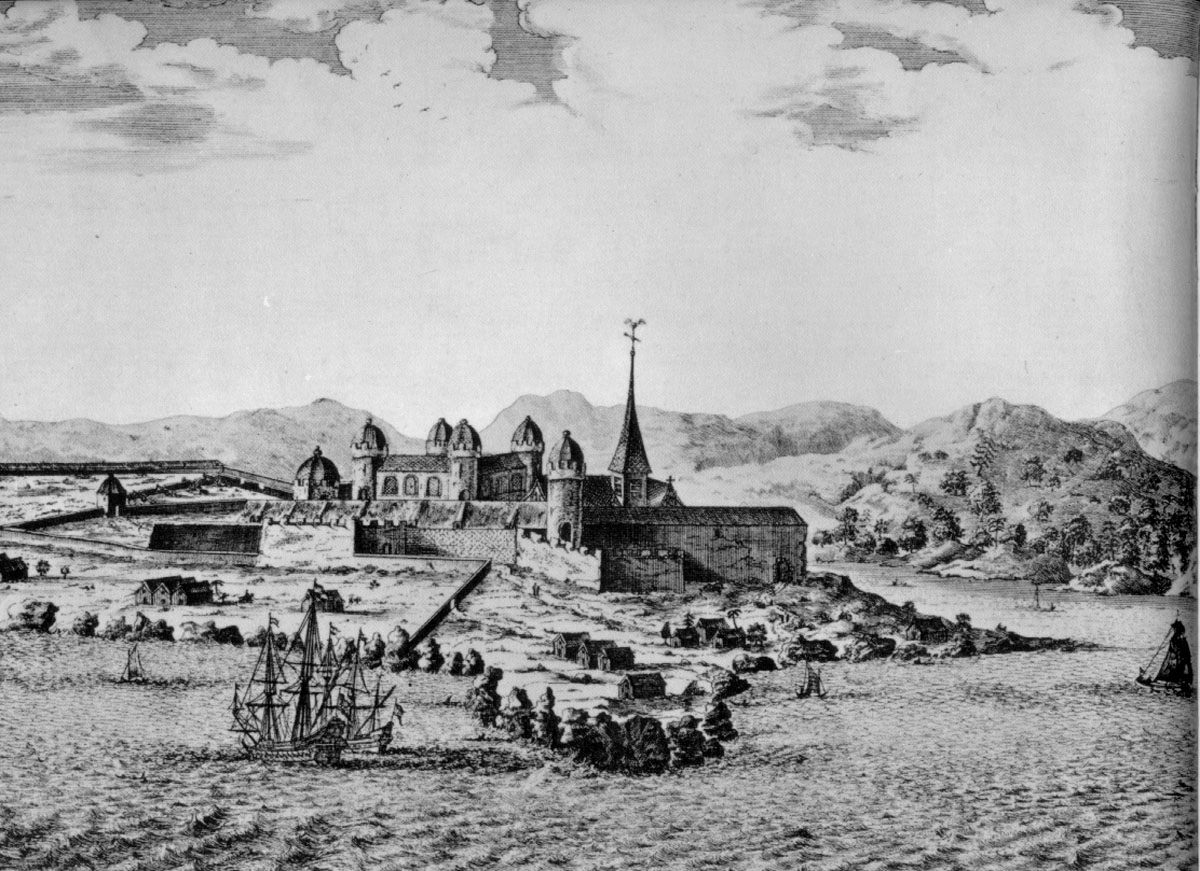
Elmina Castle in einer Ansicht von 1668

Mit dem Ende des 16. Jahrhunderts hatten die Portugiesen in Westafrika Konkurrenz durch die aufstrebende Seemacht der Niederländer bekommen. In etlichen blutigen Anläufen versuchten diese, das Fort zu erobern. 1596 griff das erste Mal eine niederländische Expedition, die von dem rein kommerziellen Handelshaus Moucheron ausgestattet worden war, erfolglos die Festung an. Im September 1606 landeten 600 Soldaten bei dem niederländischen Fort Nassau in dem nicht weit entfernten Ort Moree und marschierten an der Küste lang auf São Jorge da Mina. Sie wurden aber von den Soldaten des damaligen portugiesischen Gouverneurs Cristóvão de Melo abgewehrt. Im Dezember desselben Jahres und im Januar 1607 unternahmen sie weitere Angriffe, ehe sie aufgaben und sich zurückzogen. Als 1615 ein Erdbeben die Festung beschädigte und eine Bastion einbrach, unternahmen die Niederländer drei erfolglose Versuche der Eroberung. 1625 schließlich warf eine Flotte von 15 Schiffen, 1200 niederländischen Soldaten und 150 afrikanischen Verbündeten unter dem Kommando des Admirals Jan Dirikszon Lam Anker nahe Elmina. Die Festung war zu dieser Zeit nur mit 56 Soldaten unter dem Gouverneur Dom Francisco Sotomaior besetzt. Die Niederländer bombardierten das Fort, wurden aber von afrikanischen Verbündeten Portugals zurückgeschlagen, 500 niederländische Soldaten ließen ihr Leben. 1637 kamen die Niederländer mit 9 Schiffen und 800 Mann zurück, landeten beim heutigen Cape Coast und vereinigten sich dort mit 1000–1400 afrikanischen Verbündeten. In drei Kolonnen aufgeteilt marschierten sie auf São Jorge da Mina zu. Sie eroberten den Hügel mit der oben erwähnten Kapelle und bombardierten von hier aus das Fort. Nach wenigen Tagen, am 29. August 1637 musste sich die portugiesische Besatzung ergeben.

## São Jorge da Mina als niederländische Festung

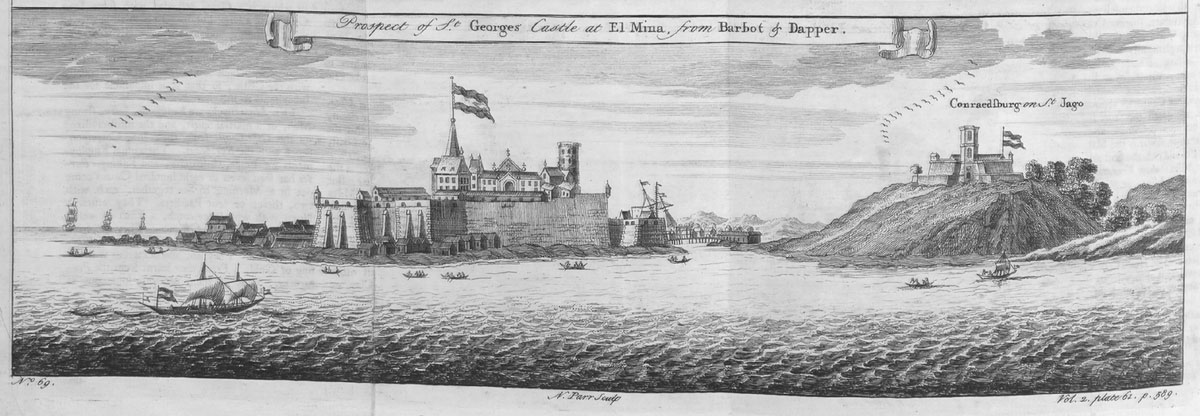
Historische Ansicht (17. Jahrhundert) der Forts São Jorge und Santo Iago da Mina

Die Niederländer ließen 175 Mann Besatzung in ihrer neu erworbenen Festung und zukünftigem Hauptquartier für Westafrika zurück. Um zukünftig zu verhindern, dass feindliche Eroberer auf die gleiche Weise wie sie selbst vorgingen, befestigten sie als erstes den Hügel mit der portugiesischen Kapelle, von dem aus ihnen die Einnahme der Festung geglückt war. Erst nur mit Erdwällen, später errichteten sie hier ein zweites, kleineres Fort, das Fort Sao Jago da Mina oder Fort Conraadsburg. Sie erweiterten auch das alte Fort erheblich und bauten es so um, wie es heute noch existiert. Mitte des 17. Jahrhunderts bestand die niederländische Besatzung aus 83 Männern und 184 Sklaven innerhalb des Forts. 1872 verkauften sie São Jorge da Mina und ihre übrigen Besitzungen an der Goldküste an die Briten.

## St. George’s Castle

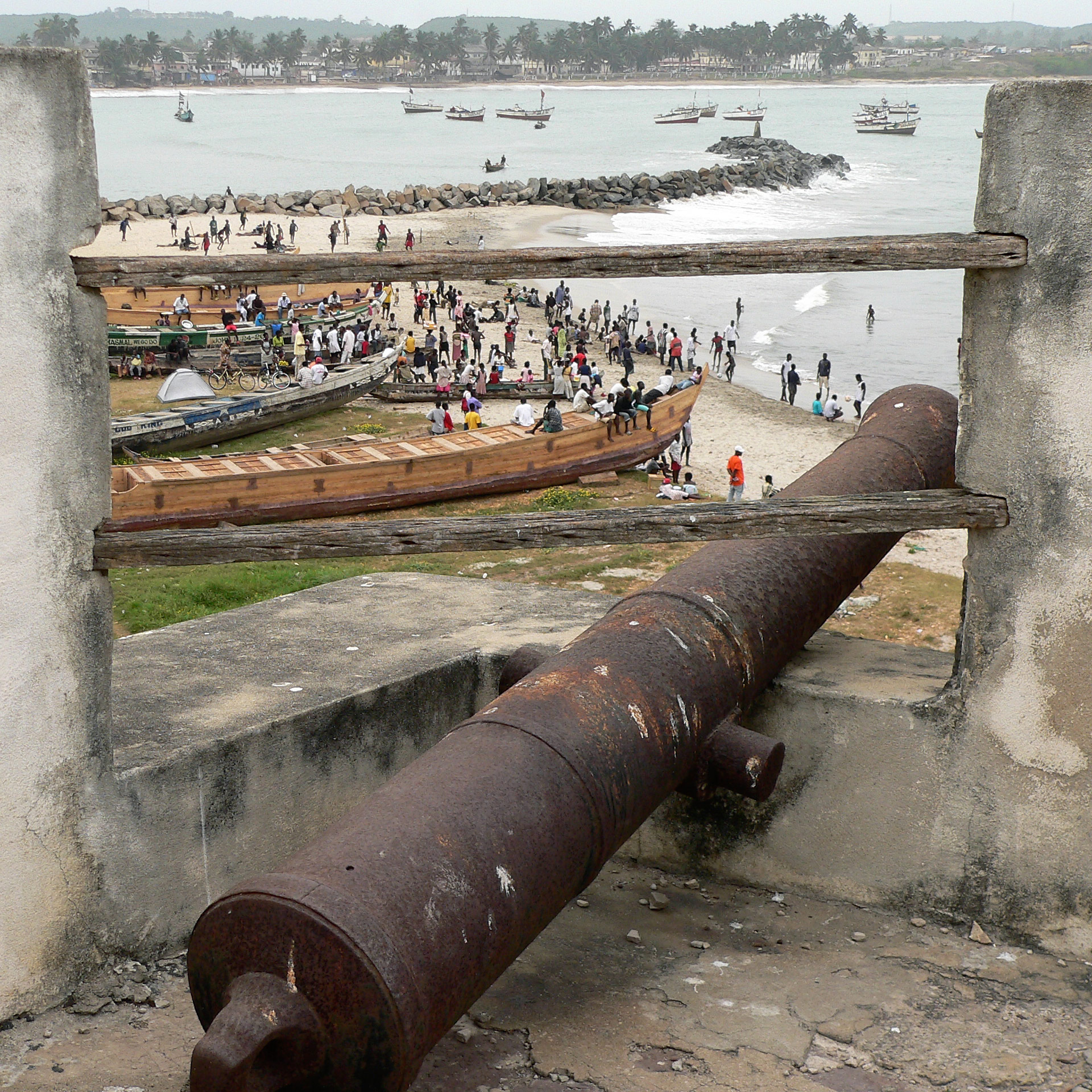
Blick von der Festung auf die Küste

Die Briten übersetzten den portugiesischen Namen in das Englische, machten es zum Gouverneurssitz und nannten die Anlage nun St. George’s Castle. Neben Christiansborg oder „Osu Castle“ und Cape Coast Castle ist St. George’s Castle damit das dritte Residenzschloss an der Küste Ghanas. 
Nach der britischen Eroberung des Aschantireiches nahmen sie den damaligen König (Asantehene) der Aschanti, Kwaku Dua III. Asamu (auch genannt Agyeman Prempeh I.) am 17. Januar 1896 gefangen und inhaftierten ihn zunächst in einer Zelle auf dem Obergeschoss von St. George’s Castle, ehe sie ihn in die Verbannung auf die Seychellen verschifften.
St. George’s Castle ist heute eine der touristischen Hauptattraktionen Ghanas und seit 1979 Weltkulturerbe.